# متنزه أوجدن ميلز وروث ليفنجستون ميلز الحكومي
متنزّه أوجدن ميلز وروث ليفنجستون ميلز الحكومي، المعروف أيضًا باسم متنزّه نصب ميلز التذكاري الحكومي، هو متنزّه حكومي تبلغ مساحته  750 أكر (3.0 كـم2)  يقع في ستاتسبرج في مقاطعة دوتشيس، نيويورك، قبالة طريق الولايات المتحدة 9، بين راينبيك إلى الشمال وهايد بارك إلى الجنوب، على ارتفاع 39 قدم (12 م) فوق مستوى سطح البحر. يحد المتنزّه نهر هدسون من الغرب.
يعد المتنزّه جزء من منطقة تبلغ مساحتها 988 أكر (4.00 كـم2) معروف باسم متنزه ميلز-نوري الحكومي، والذي يضم متنزّه مارجريت لويس نوري الحكومي ومتنزه أوجدن ميلز وروث ليفينجستون ميلز الحكومي.
الميزة الرئيسية للمتنزّه هي وجود موقع متنزّه ستاتسبرغ التاريخي الحكومي، وهو قصر للفنون الجميلة صممه ماكيم وميياد ووايت. تم بناء القصر الذهبي بين عامي 1895 و1896، ويضم 65 غرفة و14 حمامًا و23 مدفأة. المنزل الموثث مفتوح للجولات والبرامج والمناسبات الخاصة. تشمل ميزات المتنزّه الأخرى الممرات والكبائن ومواقع الخيام ومواقع آر في ومناطق الصيد ومنطقة النزهة وبرامج الترفيه والمطعم والتزلج الريفي والتزلج على الألواح.

## ملعب دينسمورللجولف
يتميز المتنزّه أيضًا بوجود ملعب دينسمور للجولف، وهو ملعب جولف عام يحتوي على 9 أو 18 حفرة. كما يوجد مطعم.

## المتنزهات الحكومية القريبة والمواقع التاريخية
- حديقة مارغريت لويس نوري الحكومية (مقاطعة دوتشيس)
- موقع ستاتسبورغ التاريخي الحكومي (مقاطعة دوتشيس)
- موقع ولاية كليرمونت التاريخي ( مقاطعة كولومبيا )
- موقع ولاية أولانا التاريخي (مقاطعة كولومبيا)
- حديقة بحيرة تاغجنيك الحكومية (مقاطعة كولومبيا)
- حديقة جيمس بيرد الحكومية (مقاطعة دوتشيس)

## روابط خارجية
- New York State Parks: Ogden Mills & Ruth Livingston Mills State Park